# Глыбоцкий сельсовет
Глыбоцкий сельсовет (бел. Глыбо́цкі сельсавет) — упразднённая административная единица на территории Гомельского района Гомельской области Республики Беларусь.

## История
19 июня 2008 года Глыбоцкий сельсовет упразднён. Населённые пункты Глыбоцкое и Зимний включены в состав Марковичского сельсовета.

## Состав
Глыбоцкий сельсовет включает 2 населённых пункта:
- Глыбоцкое — деревня
- Зимний — посёлок